# Carex leptalea
Carex leptalea Wahlenb. es una especie de planta herbácea de la familia de las ciperáceas.

## Hábitat y distribución
Es nativa de gran parte de América del Norte entre ellos la mayoría de todos los estados de Canadá y la mayoría de los Estados Unidos, México y la Hispaniola. Sólo crece en los humedales. 

## Descripción
Esta juncia produce densos racimos de tallos delgados de hasta 70 centímetros de altura desde una red ramificada de rizomas. Las delgadas hojas son de color verde suave y sin pelo, y en ocasiones caídas.  La inflorescencia es de hasta 16 milímetros de largo, pero solo 2 a 3 milímetros de ancho, y es de color amarillo-verde. Hay sólo unos pocos perigynium en cada espiguilla, y  son verdes y nervadas.

## Taxonomía
Carex leptalea fue descrita por  Carlos Linneo y publicado en Kongl. Vetenskaps Academiens Nya Handlingar 24(2): 139. 1803.
Etimología
Ver: Carex
Sinonimia
- Carex microstachys
- Carex polytrichoides[2][3][4]